# Semaeopus palliata
Semaeopus palliata là một loài bướm đêm trong họ Geometridae.